# Jaap Postma
Jaap Postma (Alkmaar, 30 december 1954) is een Nederlands regisseur, acteur, toneelschrijver, docent en trainer/coach.

## Carrière
Postma studeerde in 1984 af aan de Theaterschool HKU te Utrecht met de regie en bewerking van 1984 van George Orwell.  Daarvoor heeft Postma Politicologie (nv) en Geschiedenis gestudeerd. Hij is sinds 1984 actief als toneelregisseur, acteur, docent, toneelschrijver, trainer en coach. Hoewel hij vooral actief is in de communicatie- en theaterwereld, laat hij zich ook in de filmindustrie zien.

### Theater
Postma heeft in de theaterwereld diverse petten op, waaronder die van regisseur, acteur, beleidstheateradviseur, hoofd regieopleiding en initiator van theaterfestivals, jurylid.
Hij heeft sinds 1984 tientallen toneelstukken bewerkt en geregisseerd. Hij heeft bij het Nationale Toneel en Toneelgroep Drang gespeeld en bij de laatste zeven locatietheaterproducties geregisseerd. En hij heeft ook talloze amateurtheatergroepen geregisseerd.
In 2007 richtte hij Blauwe Vogel (blauwevogel.com) op, een Haags toneelgroep gespecialiseerd in locatietheater. Postma schreef Alan Turing, the dreambooks, een monoloog die door Blauwe Vogel uitgevoerd gaat worden. Dit verhaal is bekend van de speelfilm The Imitation Game, waarin Alan Turing centraal staat. Daarnaast is de voorstelling Lumumba, Kind van een Kolonie in voorbereiding en schrijft aan nieuwe stukken met als basis het levensverhaal van o.m. Mark Rothko, Romy Schneider en Frank Oranje
In 2020 werd Postma voorzitter van het bestuur van de theaterstichting Huis van Vervoering, een broedplaats voor 55+ podiumkunstenaars in Den Haag.

### Communicatietrainer, opleider en trainingsacteur
Postma is tevens werkzaam als communicatiedeskundige, trainingsacteur en opleider, in binnen- en buitenland. Ontwikkelt leergangen en trainingen op basis van Motiverende Gespreksvoering, ook Motivational Interviewing genoemd (Helping people Change and Grow. Daarnaast is Postma actief met Forumtheater (Agusto Boal), in Nederland meer bekend als Regietheater of Interactief theater, voor non-profit en profit organisaties in verandering. Zijn voornaamste werkvelden: Zorg; Overheid; Financiën; IT; Universiteiten  
In 2001 zette hij met Mathijs Kompier de Nederlandse Vereniging van Trainingsacteurs op. Postma was er de eerste voorzitter van.
Anno 2020 is hij actief als trainer in motiverende gespreksvoering in de zorg-, overheid- en financiële sector.

### Televisie en film
Postma heeft in series als Goede tijden, slechte tijden gespeeld als Koen Heeze (1994) en in Pauwen en Reigers als Camien Fontijn. Speel- en tv films onder andere: Alleen maar nette mensen, Soul Assassin, de Overloper.  Verder speelt hij vooral in korte artfilms. Postma is voorts met enige regelmaat te zien in reclamefilms en onderwijs- en bedrijfsfilms.

## Filmografie

### Televisieseries
- Voetbalvrouwen (2009)
- Pauwen en Reigers (2008)
- Duidelijke taal! (1997, gastrol)
- 12 steden, 13 ongelukken (1995)
- Coverstory (1995)
- Goede tijden, slechte tijden (1993-1994) - Koen Heeze
- Z@ppdelict (2010)
- Goede tijden, slechte tijden (2020-) - Dr. Leersma
- Casus (2022)
- De F*ckulteit (2025) - Professor Evenblij

### Films
- Morgana (korte film)
- Birthday Boy (korte film)
- Schemer (korte film)
- Soul Assassin
- The Last Words of Dutch Schultz (korte film)
- Alleen maar nette mensen
- De overloper
- Last Bus

### Toneelstukken
- Maria Callas, broken heart/ broken voice (2013), door toneelgroep de Nieuwe Metropool, met tekst, concept en regie van Postma.[12][13]
- Camille Claudel, een schreeuw om vrijheid (2007), door toneelgroep De Nieuwe Metropool. Postma verzorgde hiervan de regie en het concept.[14]
- Zwervers (1997), door toneelgroep Drang met regie van Postma en Wim Meuwissen[15]
- De Finlandisering van de Lust (1998) met TG Drang
- Stramrood (1999/200) TG Drang
- ADO/AJAX (2006) TG Drang
- Nieuw Loevestein (2009)
- Fridah Kahlo, bed van bloed en bloemen (2012)[bron?]